# CableLabs
CableLabs (ang. Cable Television Laboratories, Inc.) – konsorcjum badawcze i rozwojowe, którego zadaniem jest wynajdywanie nowych technologii telekomunikacji kablowej i pomaganie operatorom telewizji kablowej w ich wprowadzaniu.